# François d’Aguilon
François de Aguilon (ur. 1566/1567 w Brukseli, zm. 20 marca 1617 w Antwerpii) – belgijski uczony i jezuita. Interesował i zajmował się głównie optyką, matematyką i architekturą.

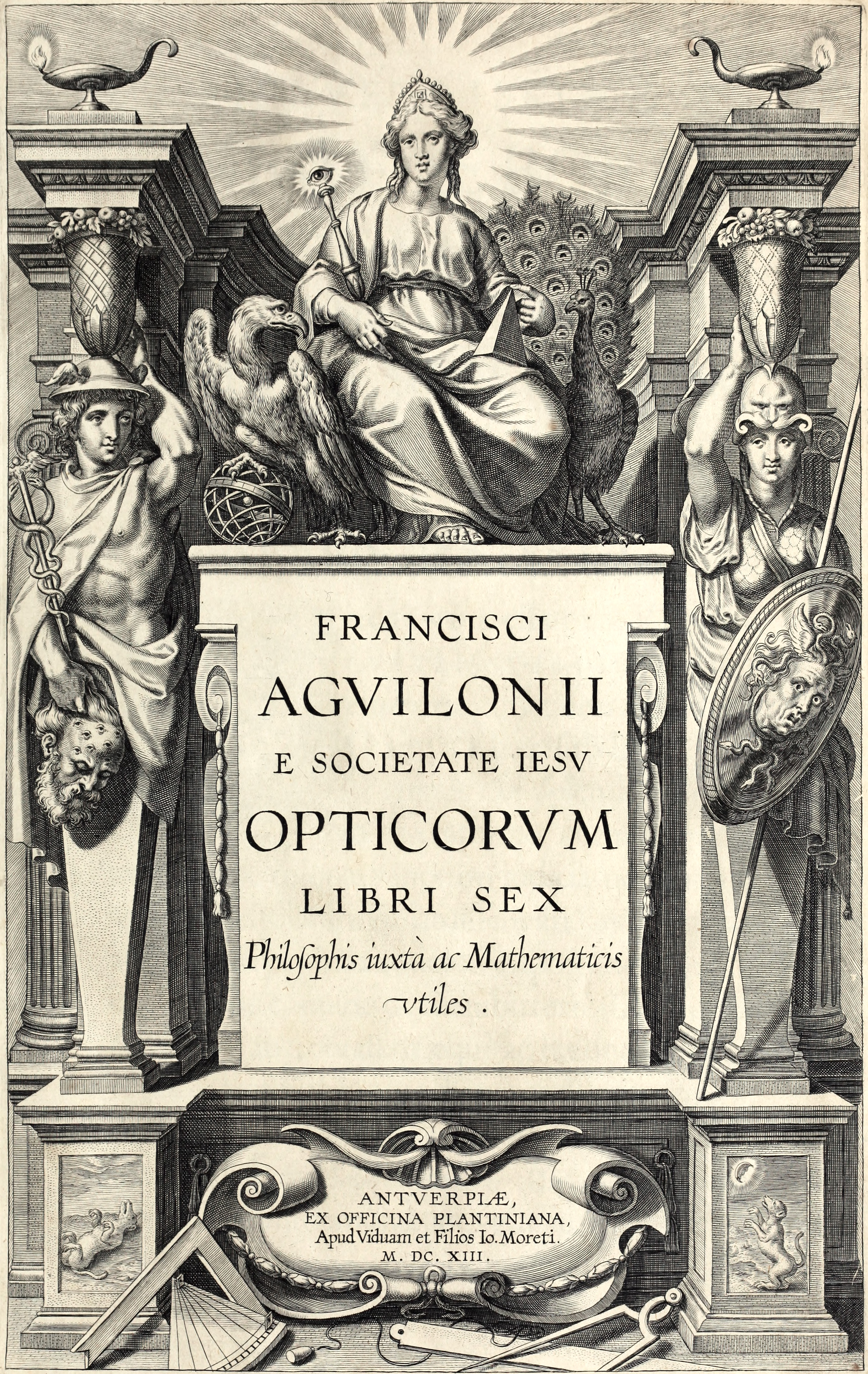
Opticorum libri sex, 1613

## Życiorys
Pochodził z arystokratycznej rodziny hiszpańskiej, która osiadła w Belgii. Jego ojciec, Pedro de Aguilon, był wysokim dostojnikiem dworskim i sekretarzem Filipa II. Nie wiemy zbyt wiele o jego wczesnym życiu, poza tym że za młodu został wysłany do Paryża aby uczyć się w tamtejszym kolegium jezuickim. Po trzech latach nauki ukończył tę szkołę i przeniósł się do Douai, aby tam kontynuować swoją edukację. Ukończył podstawowe kursy, po czym wstąpił do zakonu Jezuitów, co miało miejsce w 1586 roku. Wyjechał wówczas do Tournai, gdzie przebywał przez dwuletni okres nowicjatu. W 1588 roku powrócił do Douai i rozpoczął studia filozoficzne i matematyczne. Po zakończeniu nauki w Douai wyjechał do Salamanki, aby studiować teologię, którą ukończył w 1592 roku. W czasie jego pobytu na Półwyspie Iberyjskim doszło do konfliktu rodzinnego o spadek po krewnych. Nie wiadomo, jaki finał miała ta sprawa, ale parę lat później ofiarował znaczną sumę na kolegium jezuickie w Pampelunie. W 1596 wrócił do Francji i zaczął wykładać filozofię w Douai. Po dwóch latach pracy na uczelni przeniósł się do Belgii, do Antwerpii, gdzie został spowiednikiem miejscowych Hiszpanów i Włochów. Od 1598 do 1608 roku pełnił funkcję prokuratora tutejszych jezuitów. Był również pomocnikiem przełożonego jezuitów w Antwerpii. W 1611 roku został mianowany jego zastępcą, a trzy lata później sam stanął na czele swojego zakonu w tym mieście.
Generałowie zakonu jezuitów, na przykład Robert Bellarmin, dążyli do stworzenia specjalnego kolegium kształcącego matematyków na potrzeby zakonu. Jezuici prowadzili wówczas wiele szkół na terenie całej Europy i brakowało im wykwalifikowanych nauczycieli. Zadanie znalezienia odpowiedniej kadry i lokalizacji do tego typu przedsięwzięcia powierzono Christophowi Claviusowi. Ten, po wstępnych poszukiwaniach, wybrał François de Aguilona jako jedną z osób odpowiedzialną za projekt. Jego szkoła ostatecznie powstała w 1611 roku, w Antwerpii. Jej wychowankami byli między innymi André Tacquet i Jean-Charles della Faille. W niedługim czasie podobne studium otworzyli francuscy jezuici. Z racji popularności szkół jezuickich i znaczenia jezuickich uczonych, obydwie placówki odegrały dużą rolę w upowszechnieniu wiedzy matematycznej.
Główną pracą Augilona była Opticorum libri sex philosophis juxta ac mathematicis utiles, opublikowana po raz pierwszy w Antwerpii, w 1613 roku. Ilustracje do niej zaprojektował sam Rubens. Dzieło było dedykowane gubernatorowi Inigo Borgii. Było syntezą prac Augilona i wcześniejszych osiągnięć innych uczonych, między innymi Euklidesa, w dziedzinie optyki geometrycznej. Celem było stworzenie kompletnego źródła informacji dla adeptów geometrii i uczonych zajmujących się geografią, architekturą, nawigacją i naukami wojskowymi. Augilon starał się opisać wszystkie zagadnienia na trzy sposoby, związane z postrzeganiem świata przez ludzie oko. Mówił więc o postrzeganiu bezpośrednim, zniekształconym przez odbicia i zniekształconym przez refrakcję. Jako pierwszy użył pojęcia horopter, związanego z widzeniem stereoskopowym, wówczas jeszcze prawie nie poznanym.
Jego praca była bardzo ceniona i uważana za pomocną przez architektów, nawigatorów, artystów i kosmografów. Artyści i architekci używali zawartych w niej zasad, do rzutu wybranego obiektu na płaszczyznę, przez kilka następnych stuleci. Stanowiła również inspirację dla takich uczonych jak Gérard Desargues, Constantijn Huygens i Christiaan Huygens. Constantijn wyraził nawet opinię iż de Augilona można porównywać z Platonem, Eudoksosem i Archimedesem. Tytuł jego pierwszej publikacji, Otiorum Libri Sex, nawiązywał do Opticorum libri sex.... Również jego syn, Christiaan, korzystał z prac de Aguilona. Desargues, uważany za ojca optyki geometrycznej, wykorzystał spostrzeżenia de Aguilona do własnych prac na temat rzutów i błędów w postrzeganiu. To właśnie de Aguilon, w Opticorum libri sex..., jako pierwszy użył określenia "rzut stereograficzny" na odwzorowanie opisane przez Hipparchosa i Ptolemeusza.
De Aguilon zajmował się nie tylko teorią. Był, obok innego jezuity, Pietera Huyssensa, jednym z projektantów kościoła Świętego Ignacego (obecnie pod wezwaniem Świętego Karola Boromeusza). W tym przypadku de Aguilon był odpowiedzialny za pierwszą fazę budowy. Pracował również przy innych projektach. W obszarze zainteresowań d'Aguilona leżała również dioptryką i katoptryką. Jego badania w tych dziedzinach były na tyle zaawansowane że pisał poświęconą im pracę, ale została ona niedokończona, gdyż zmarł w 1617 roku.